# Noasauridae
I noasauridi (Noasauridae) sono una famiglia di dinosauri carnivori vissuti nel Cretaceo.

## Descrizione

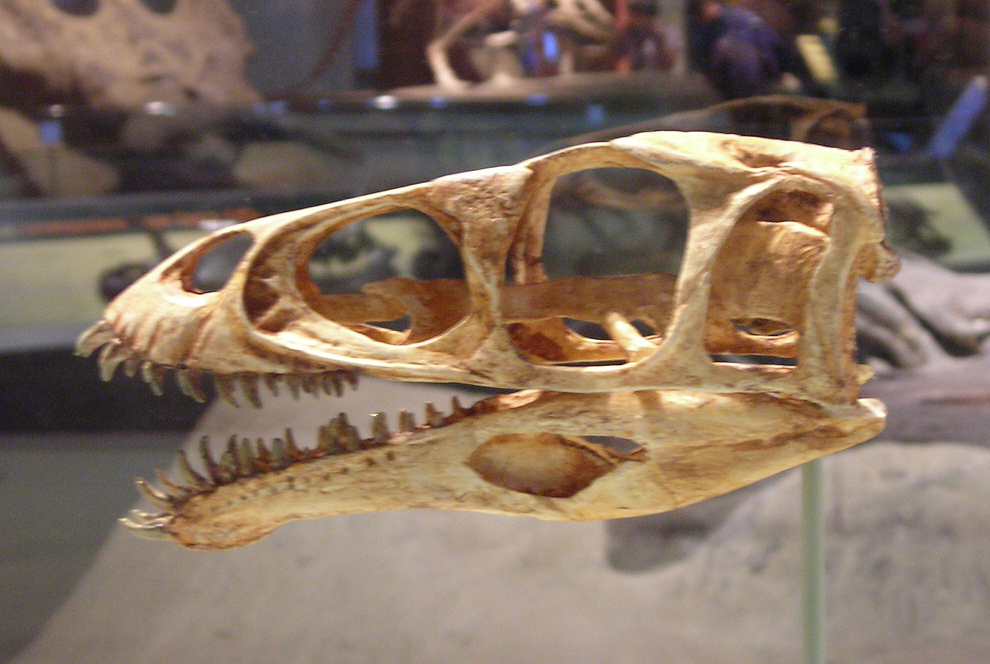
Cranio di Masiakasaurus knopfleri

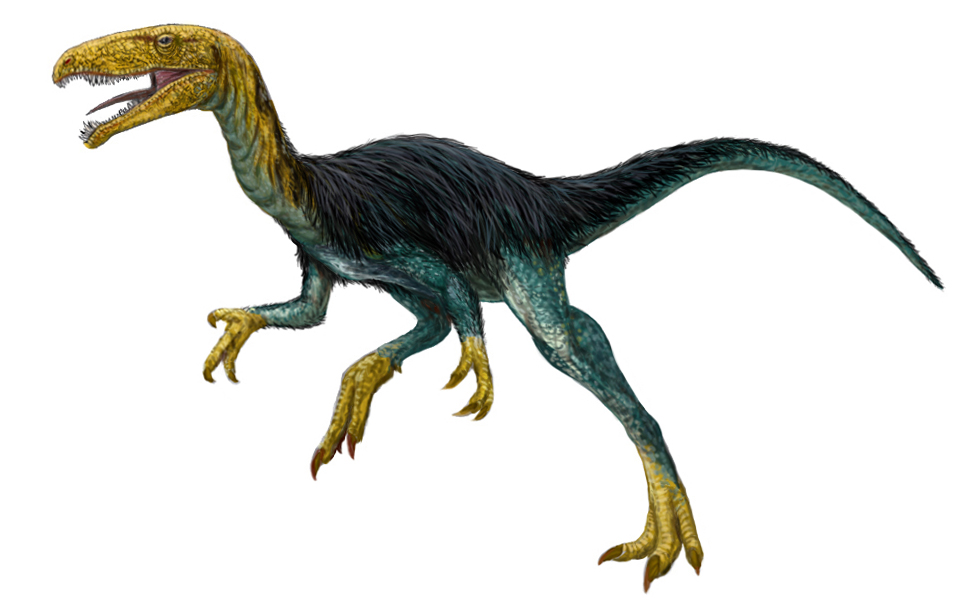
Ricostruzione grafica di Velocisaurus unicus

Di dimensioni generalmente medio-piccole, i noasauridi erano attivi predatori che vissero nei continenti meridionali nel corso del Cretaceo. I primi resti fossili del genere tipo, Noasaurus, vennero recuperati in alcuni scavi di sauropodi titanosauri nel Nordest dell'Argentina (da qui il nome Noasaurus, "lucertola del Nordovest dell'Argentina"), e comprendevano una mascella parziale dall'aspetto stranamente alto e accorciato, e un grande artiglio ricurvo, sproporzionato rispetto al resto del corpo. Gli scopritori, Jaime Powell e Josè F. Bonaparte nel 1980, pensarono che questo artiglio protrattile fosse posizionato, nell'animale in vita, sulle zampe posteriori, in modo molto simile a quello dei dromeosauridi dei continenti settentrionali. La forma dell'artiglio, tuttavia, era molto diversa nei due gruppi di predatori, e probabilmente anche l'ancoraggio dei tendini.
Bonaparte e Powell, inoltre, notarono delle somiglianze con un'altra linea di teropodi scoperta da poco, quella degli abelisauridi. L'ipotesi era che in Sudamerica, nel Cretaceo superiore, si fossero formate barriere naturali e si fosse evoluta una linea endemica di predatori, gli abelisauri, con forme molto diversificate che andarono a occupare le varie nicchie ecologiche. I noasauridi, in questo contesto, sarebbero stati gli equivalenti dei dromeosauridi, in un chiaro esempio di convergenza evolutiva.
Nel 1999, la scoperta in Madagascar di un animale molto simile a Noasaurus attraverso resti molto più completi, denominato Masiakasaurus, permise di stabilire che il presunto artiglio protrattile degli arti posteriori era in realtà posto sulla "mano". I noasauridi, quindi, non erano poi così simili ai dromeosauridi.

## Comportamento
Insieme ai resti di Noasaurus furono scoperte numerose ossa di uccelli enantiorniti: probabilmente gli agili predatori cacciavano questi primitivi uccelli che ebbero un grande sviluppo nel corso del Cretaceo, afferrandoli con le grandi dita artigliate. Altre ipotesi di comportamento si basano sul fatto che i grandi artigli avrebbero permesso ai noasauridi di poter attaccare in branco prede molto più grandi di loro, forse anche delle dimensioni di un giovane sauropode.

## Distribuzione
La classificazione di questi dinosauri non è molto chiara, data la scarsità di resti fossili. Il più antico rappresentante sembrerebbe essere Ligabueino, del Cretaceo inferiore argentino, che è anche il più antico abelisauro noto. Sempre in Argentina, nel Cretaceo superiore oltre a Noasaurus è imperfettamente conosciuto anche Velocisaurus. In India, invece, alcuni resti classificati da von Huene negli anni '30 come Laevisuchus appartengono con tutta probabilità a un noasauride, mentre dal Madagascar proviene Masiakasaurus. Sebbene questi dinosauri fossero generalmente di piccole dimensioni (dai 70 centimetri di Ligabueino ai 2,4 metri di Noasaurus), un possibile rappresentante gigante del gruppo, e anche uno dei più antichi, proviene dal Cretaceo medio del Nordafrica: Deltadromeus, lungo 9 metri.

## Generi
La suddivisione dei Noasauridae in generi secondo Carrano, Loewen e Sertic, 2011, è la seguente:
- Compsosuchus
- Genusaurus
- Jubbulpuria
- Laevisuchus
- Masiakasaurus
- Noasaurus (tipo)
- Ornithomimoides
- Velocisaurus